# 빈정역
빈정역(濱汀驛)은 지금의 경기도 화성시 매송면 야목리에 위치했던 협궤 수인선의 역이다. 1937년 8월 수인선 개통과 함께 정류장 등급으로 영업을 개시하였으나, 개통 이후 10년 안에 폐지되어 현재는 역터조차 남지 않았다. 이 역은 야목4리 빈정마을 앞에 있었으며, 인근의 반월천에는 빈정포라는 포구가 있었으나 수인선 개통 이후 수송량이 현저히 감소해 결국 사라졌다고 전한다.

## 역사
- 1937년 8월 5일 : 정류장 등급으로 영업 개시[2]
- 1944년 6월 15일 : 폐역